# Jasaquntu
Jasaquntu GmbH je njemačka multinacionalna trgovačka kompanija sa sjedištem u Münchenu koja u svom poslovanju objedinjuje proizvodnju i uvoz/izvoz sirove kave iz Kolumbije. Obiteljska tradicija trgovanja sirovinama seže do 1852. godine, a naziv tvrtke do danas je mijenjan tri puta (Fidu, Familia). Jasaquntu (Jasa = mekana, Quntu = aroma) osnovana je 1985. godine u Medellinu od strane nekoliko kolumbijskih i panamskih poduzetnika. Trgovinska djelatnost isprva se sastojala od drva, šećera i zelene kave u Kolumbiji i Panami. Tvrtka se 1998. specijalizirala za kolumbijsku zelenu kavu s predikatom Specialty Coffee. Godine 2018. Stefan Merunka je preuzeo upravljanje grupacijom. Jasaquntu GmbH član je Njemačkog saveza za kavu.

## Vanjske poveznice
- Službena stranica  Arhivirana inačica izvorne stranice od 20. veljače 2021. (Wayback Machine)